# Света Троица (Габрово)
Вижте пояснителната страница за други значения на Света Троица.
„Света Троица“ е православен храм в град Габрово, България. Намира се на оживена търговска улица. Тя е внушителна като композиция, интересна както в архитектурно отношение, така и с художественото си оформление.
Изградена е от големия възрожденски майстор Уста Генчо Новаков. Осветена е на 5 ноември 1889 година от митрополит Климент Търновски.
Освен за чисто църковно-религиозни нужди:
- в храма първоначално се е помещавало девическото училище;
- за помещение на Габровското читалище е използвана килия в храм „Света Троица“, след което то се е преместило в библиотеката на Васил Априлов.